# John FitzAlan, I barone Arundel
John FitzAlan I barone Arundel (Etchingham, 1348 circa – Oceano Atlantico, 16 dicembre 1379) servì come Conte maresciallo di Inghilterra.

## La vita
John FitzAlan nacque attorno al 1348 a Etchingham, nel Sussex, da Richard FitzAlan, X conte di Arundel ed Eleonora di Lancaster, John aveva un fratello, Thomas Arundel Arcivescovo di Canterbury e una sorella, Joan FitzAlan.
Nel 1377 quando al trono ascese Riccardo II d'Inghilterra John venne nominato Conte maresciallo di Inghilterra e convocato presso la Camera dei lord il 4 agosto dello stesso anno.
Il 26 luglio 1379 egli ricevette licenza di fortificare un castello in pietra nel Sussex che sorgeva sulle rovine di una costruzione risalente all'XI secolo, il castello ricostruito e rimodernato è ora conosciuto come il castello di Betchworth.
In campo militare John fu mandato in aiuto a Giovanni V di Bretagna sconfiggendo le forze francesi al largo della Cornovaglia. In quel periodo nel tentativo di sollevare un poco le forze bretoni, che stavano combattendo contro i francesi che volevano annettere la Bretagna, mentre era in viaggio un forte vento costrinse John a non salpare. Per cercare rifugio portò i suoi uomini in un convento di monache e, secondo le cronache del tempo, i suoi soldati assaltarono le suore e John li autorizzò a saccheggiare i dintorni. Infine l'esercito prese di nuovo il mare mentre i preti locali li scomunicarono per aver rubato i beni di una chiesa del posto e durante la navigazione vennero sorpresi da una tempesta. Una versione più colorita vuole invece che la tempesta abbia sorpreso la nave dopo che le suore, che erano state rapite, furono gettate fuoribordo per alleggerire il carico. Per salvarsi dalla tempesta John mantenne la nave sottocosta e alla fine riuscirono a trovare riparo presso le coste irlandesi, ma sia lui che gran parte dell'equipaggio vennero rivoltati in mare e annegarono, era il 16 dicembre 1379. Anche il cronacotecario Jean Froissart ricorda il naufragio, ma non fa menzione di nessun saccheggio o rapimento di religiose.

## Matrimonio e figli
Il 17 febbraio 1358 John sposò Eleanor Maltravers (1345-10 gennaio 1404 o 1406), figlia di John Maltravers, I barone Maltravers ed insieme ebbero almeno cinque figli:
- Joan FitzAlan (1360circa-1404)
- John FitzAlan, II barone Arundel (30 novembre 1364-14 agosto 1390)
- Richard FitzAlan (1366circa-3 giugno 1419)
- William FitzAlan (1369circa-1400), fece parte dell'Ordine della Giarrettiera
- Margaret FitzAlan (1372-7 luglio 1439)

## Ascendenza
|                                             |                                            |                          | Genitori                                  |  |  | Nonni |  |  | Bisnonni                                |  |  | Trisnonni                           |  |
|                                             |                                            |                          |                                           |  |  |       |  |  | Richard FitzAlan, VIII conte di Arundel |  |  | John FitzAlan, VII conte di Arundel |  |
|                                             |                                            |                          |                                           |  |  |       |  |  | Richard FitzAlan, VIII conte di Arundel |  |  | John FitzAlan, VII conte di Arundel |  |
|                                             |                                            | Isabella Mortimer        |                                           |  |  |       |  |  | Richard FitzAlan, VIII conte di Arundel |  |  |                                     |  |
| Edmund FitzAlan, IX conte di Arundel        |                                            |                          |                                           |  |  |       |  |  | Richard FitzAlan, VIII conte di Arundel |  |  |                                     |  |
|                                             |                                            | Alice di Saluzzo         | Tommaso I di Saluzzo                      |  |  |       |  |  |                                         |  |  |                                     |  |
|                                             |                                            | Alice di Saluzzo         | Tommaso I di Saluzzo                      |  |  |       |  |  |                                         |  |  |                                     |  |
|                                             |                                            | Alice di Saluzzo         | Luigia di Ceva                            |  |  |       |  |  |                                         |  |  |                                     |  |
| Richard FitzAlan, X conte di Arundel        |                                            | Alice di Saluzzo         |                                           |  |  |       |  |  |                                         |  |  |                                     |  |
|                                             |                                            | William de Warenne       | Giovanni de Warenne, VI conte di Surrey   |  |  |       |  |  |                                         |  |  |                                     |  |
|                                             |                                            | William de Warenne       | Giovanni de Warenne, VI conte di Surrey   |  |  |       |  |  |                                         |  |  |                                     |  |
|                                             |                                            | William de Warenne       | Alice di Lusignano                        |  |  |       |  |  |                                         |  |  |                                     |  |
| Alice de Warenne                            |                                            | William de Warenne       |                                           |  |  |       |  |  |                                         |  |  |                                     |  |
|                                             |                                            | Joan de Vere             | …                                         |  |  |       |  |  |                                         |  |  |                                     |  |
|                                             |                                            | Joan de Vere             | …                                         |  |  |       |  |  |                                         |  |  |                                     |  |
|                                             |                                            | Joan de Vere             | …                                         |  |  |       |  |  |                                         |  |  |                                     |  |
| John FitzAlan, I barone Arundel             |                                            | Joan de Vere             |                                           |  |  |       |  |  |                                         |  |  |                                     |  |
|                                             | Edmondo Plantageneto, I conte di Lancaster | Enrico III d'Inghilterra |                                           |  |  |       |  |  |                                         |  |  |                                     |  |
|                                             | Edmondo Plantageneto, I conte di Lancaster | Enrico III d'Inghilterra |                                           |  |  |       |  |  |                                         |  |  |                                     |  |
|                                             | Edmondo Plantageneto, I conte di Lancaster | Eleonora di Provenza     |                                           |  |  |       |  |  |                                         |  |  |                                     |  |
| Enrico Plantageneto, III conte di Lancaster | Edmondo Plantageneto, I conte di Lancaster |                          |                                           |  |  |       |  |  |                                         |  |  |                                     |  |
|                                             |                                            | Bianca d'Artois          | Roberto I d'Artois                        |  |  |       |  |  |                                         |  |  |                                     |  |
|                                             |                                            | Bianca d'Artois          | Roberto I d'Artois                        |  |  |       |  |  |                                         |  |  |                                     |  |
|                                             |                                            | Bianca d'Artois          | Matilde del Brabante                      |  |  |       |  |  |                                         |  |  |                                     |  |
| Eleonora di Lancaster                       |                                            | Bianca d'Artois          |                                           |  |  |       |  |  |                                         |  |  |                                     |  |
|                                             |                                            | Patrick de Chaworth      | …                                         |  |  |       |  |  |                                         |  |  |                                     |  |
|                                             |                                            | Patrick de Chaworth      | …                                         |  |  |       |  |  |                                         |  |  |                                     |  |
|                                             |                                            | Patrick de Chaworth      | …                                         |  |  |       |  |  |                                         |  |  |                                     |  |
| Maud Chaworth                               |                                            | Patrick de Chaworth      |                                           |  |  |       |  |  |                                         |  |  |                                     |  |
|                                             |                                            | Isabella di Beauchamp    | William de Beauchamp, IX conte di Warwick |  |  |       |  |  |                                         |  |  |                                     |  |
|                                             |                                            | Isabella di Beauchamp    | William de Beauchamp, IX conte di Warwick |  |  |       |  |  |                                         |  |  |                                     |  |
|                                             |                                            | Isabella di Beauchamp    | Maud FitzJohn                             |  |  |       |  |  |                                         |  |  |                                     |  |
|                                             |                                            | Isabella di Beauchamp    |                                           |  |  |       |  |  |                                         |  |  |                                     |  |